# Rimini (Montana)
Rimini è un Census-designated place situato nella Contea di Lewis and Clark nello stato del Montana ed è uno stato dei primi distretti minerari dello stato. La città fu fondata nel 1864 quando vennero rinvenuti filoni di argento nella zona. Altri nomi della città furono Lewis and Clark, Tenmile, Vaughn, Colorado e Bear Gulch. Vi si trova il campo Rimini dove vennero addestrati i cani impiegati durante la seconda guerra mondiale.

## Storia
Rimini prese il nome dal personaggio di Francesca da Rimini. Durante il periodo di maggior sviluppo, nel 1890, raggiunse una popolazione di 300 abitanti. Nell'abitato erano presenti vari hotel, negozi, una scuola, un saloon, una chiesa ed una segheria.